# Nikola III. Zrinski
Nikola III. Zrinski (mađar. Zrínyi III. Miklós), (?, 1488. ili 1489. – Zrin, 1534.), hrvatski velikaš iz obitelji knezova Zrinskih.

## Životopis
Nikola III. Zrinski bio je sin Petra II. Zrinskog (rođenog oko 1435. godine), koji je poginuo u bitki na Krbavskom polju 9. rujna 1493. godine i Jelene Babonić Blagajske, kćeri kneza Grgura Blagajskog. Imao je starijeg polubrata Pavla III., koji je također poginuo u bitci na Krbavskom polju. Bio je oženjen kneginjom Jelenom Karlović Krbavskom (iz starohrvatskog plemena Gusića), sestrom bana Ivana IV. Karlovića Krbavskog. S njom je imao šestero djece, među kojima je bio i jedan od najslavnijih velikana hrvatske povijesti, ban i vojskovođa Nikola Zrinski "Sigetski".
Sjedište mu je bilo u utvrđenom gradu Zrinu, a posjedi su mu obuhvaćali širi prostor Zrinske gore (danas područje Banovine), s više utvrda, među kojima Gvozdansko, Pedalj i Kostajnicu.
Nikola je znamenit po tome što je krajem 1526. godine i početkom 1527. godine sudjelovao na saboru hrvatskog plemstva u Cetingradu na kojem je austrijski nadvojvoda Ferdinand Habsburški izabran za hrvatskog kralja. Na Cetingradskoj povelji, jednom od najvažnijih dokumenata hrvatske državnosti, među pečatima šest velmoža koji su u ime svih sudionika Sabora potvrdili donesene odluke, nalazi se i Nikolin pečat. Neki povjesničari smatraju da je upravo on najzaslužniji za to što je baš Ferdinand postao hrvatskim kraljem.
Surađivao je već ranije s habsburškim nadvojvodom, jer je ovaj novčano pomagao neke hrvatske velikaše (Frankopane, Ivana Karlovića, Stjepana Babonića Blagajskog) u sklopu organiziranja obrane od nadirućih Turaka. Dana 22. listopada 1524. godine boravio je u Beču, gdje je s Ferdinandom sklopio sporazum o ustupanju svojih dviju utvrda (Novigrad na Uni, današnji Dvor na Uni, te Dobru Njivu, također na rijeci Uni) za dvogodišnji smještaj nadvojvodinih vojnih posada, uz uvjet da nakon toga budu vraćene Zrinskom. Habsburgovac je pritom Nikoli dao novac za držanje postrojbe od pedeset konjanika. To su bili zametci budućeg stvaranja Vojne krajine.  
Na svom posjedu u Gvozdanskom podno Zrinske gore još je njegov otac Petar od 1463. godine kovao novac, koristeći zlato, srebro, olovo i druge kovine dobivene iz tamošnjih rudnika. Tu je djelatnost nastavio i Nikola, preuzevši rudnike, topionice, ljevaonice i kovnice, kujući više vrsti, pretežno srebrnog, novca (denare, filire,  groše, ali i velike srebrne talire). Kalupe za talire izrađivao je vrsni majstor kovničar Sebastian Rieder, kojeg je Zrinskom u Gvozdansko poslao novoizabrani kralj Ferdinand. 
U doba prijeteće opasnosti od Turaka, Nikola III. Zrinski umire u Zrinu, najvjerojatnije u rano proljeće 1534. godine. Njegova supruga Jelena se, naime, već 3. svibnja te godine naziva udovicom. Pokopan je u franjevačkoj crkvi Svete Margarete (ili Svete Marije Magdalene, prema nekim izvorima), čije se ruševine i danas nalaze u blizini zrinske utvrde. Njegova kamena nadgrobna ploča, masivna i bogato ukrašena, s grbom obitelji Zrinski i natpisom uklesanim gotičkim slovima uzduž ruba, uspjela se, premda ne cijela, nego bez jednog manjeg dijela, sačuvati do danas.
Nikolinom smrću prestaje s radom kovnica novca u Gvozdanskom, ali su rudnici u tom kraju bili otvoreni sve do 1577. ili 1578. godine, kada Osmanlije zauzimaju to područje. Nikolin sin i nasljednik Nikola IV. (Sigetski) se dvanaest godina nakon očeve smrti preselio na nešto sigurniji sjever Hrvatske, u dobro utvrđeni grad Čakovec u Međimurju. Kada je prostor Zrinske gore početkom 18. stoljeća oslobođen od Turaka, od nekadašnjih vlasnika se na velika imanja i u brojne utvrde nije imao više tko vratiti, jer je cijela, nekoć razgranata, obitelj knezova Zrinskih u međuvremenu izumrla.

## Potomstvo
Nikola III. je u braku s Jelenom Karlović Krbavskom, koju je oženio 1508. godine, imao šestero djece:
- Jelena († o. 1573.), žena Franje Tahija
- Margareta III., (o. 1552.)
- Ivan I.
- Juraj III. (1528. – 1547.)
- Nikola IV. († 1566.), hrvatski ban i sigetski kapetan
- Petar III. († 1547.)

## Vanjske poveznice
- Nacrt arheološke topografije kostajničko-dvorskog kraja
- Nikolin sporazum s Ferdinandom Habsburškim iz 1524. o ustupanju dviju utvrda na Uni
- Kovnica novca Nikole III. Zrinskog  Arhivirana inačica izvorne stranice od 15. rujna 2009. (Wayback Machine)
- Rudnici srebra i novac Zrinskih  Arhivirana inačica izvorne stranice od 21. ožujka 2019. (Wayback Machine)
- Vrste novca iz kovnice Zrinskih  Arhivirana inačica izvorne stranice od 4. svibnja 2009. (Wayback Machine)